# Cocculus palmatus
Cocculus palmatus, el colombo es natural de la isla de Ceilán, costa oriental de África, Mozambique y Madagascar.

## Descripción
Es una liana con raíz perenne del grosor de un brazo de color amarillo intenso en el interior. Tallos redondos de color verde, simples los masculinos, ramosos los femeninos. Las hojas de color verde brillante, son grandes, alternas y lobuladas y con largos peciolos.
Las flores son pequeñas y solitarias en las plantas masculinas y agrupadas y caídas en las femeninas. Tienen seis pétalos y seis sépalos. El fruto es una drupa en forma de baya. Las semillas son negras.

## Historia
Supuesto origen en la isla de Ceilán. El término “jateorrhiza” viene del griego y significa “raíz médica”. En Mozambique se ha usado tradicionalmente para tratar la disentería, el nombre por el que se la conoce aquí es el que ha derivado en el de Colombo.

## Propiedades
- Tiene efecto tónico con efecto aperitivo que abre el apetito.
- Utilizado en alteraciones digestivas y atonía intestinal.
- Usado tradicionalmente contra la disentería.
- En dosis elevadas puede provocar vómitos e insuficiencia respiratoria.

Principios activos: alcaloides isoquinólicos (2 a 3%): del grupo de la berberina (1%) como palmatina, jatorricina, jateorricina, bisjatorricina y columbamina. Principios amargos con función lactona: colombina o calumbina (0,8%), palmarina y casmantina. Aceite esencial (0,005%) rico en timol, mucílago y almidón (30 a 35%). Sapogeninas (en pequeñas cantidades): diosgenina y kriptogenina. Minerales (6 a 8%), almidón (30%), pectina (17%) y resina (5%).
Indicaciones: tónico amargo y aromático, aperitivo, febrífugo. Tradicionalmente como antidisentérico. Eficaz sedante intestinal, se usa en caso de falta de secreción gástrica, enterocolitis y alteraciones digestivas por atonía intestinal.
En dosis altas puede producir vómitos, parálisis del sistema nervioso central y depresión del centro respiratorio.
Se usa la raíz. Infusión de 20 g/L, tres tacitas al día. Vino de Colombo: 100 g de tintura en un litro de vino. Tomar una copita antes de cada comida.

## Denominación popular
Castellano:  calumba, colombo y colombo de maneta.

## Sinónimos
- Chasmantera palmata Baillon
- Jateorrhiza palmata Lam.